# Гран-при США
Гран-при США (англ. United States Grand Prix) — автогонка, один из этапов чемпионата мира по автогонкам в классе «Формула-1». Гран-при включён в состав чемпионата мира Формулы-1 с сезона 1959 года. Больше всего Гран-при США было проведено на трассе Уоткинс-Глен.
После длительного перерыва в 1980-х и 1990-х годах (за исключением трёх Гран-при в Финиксе в начале 1990-х), Гран-при США вернулся в календарь в 2000 году. До 2007 года Гран-при США проходил на автодроме «Индианаполис Мотор Спидвей» в Индианаполисе, Соединённые Штаты Америки. С 2008 по 2011 годы этот Гран-при не проводился. А в 2012 году Формула-1 вновь вернулась в США: Гран-при впервые прошёл на новом автодроме «Трасса Америк», который был построен в окрестностях города Остин, штат Техас. Трасса Америк стала первой автогоночной трассой в США, которая была построена специально для проведения на ней автогонок Формулы-1.

## История

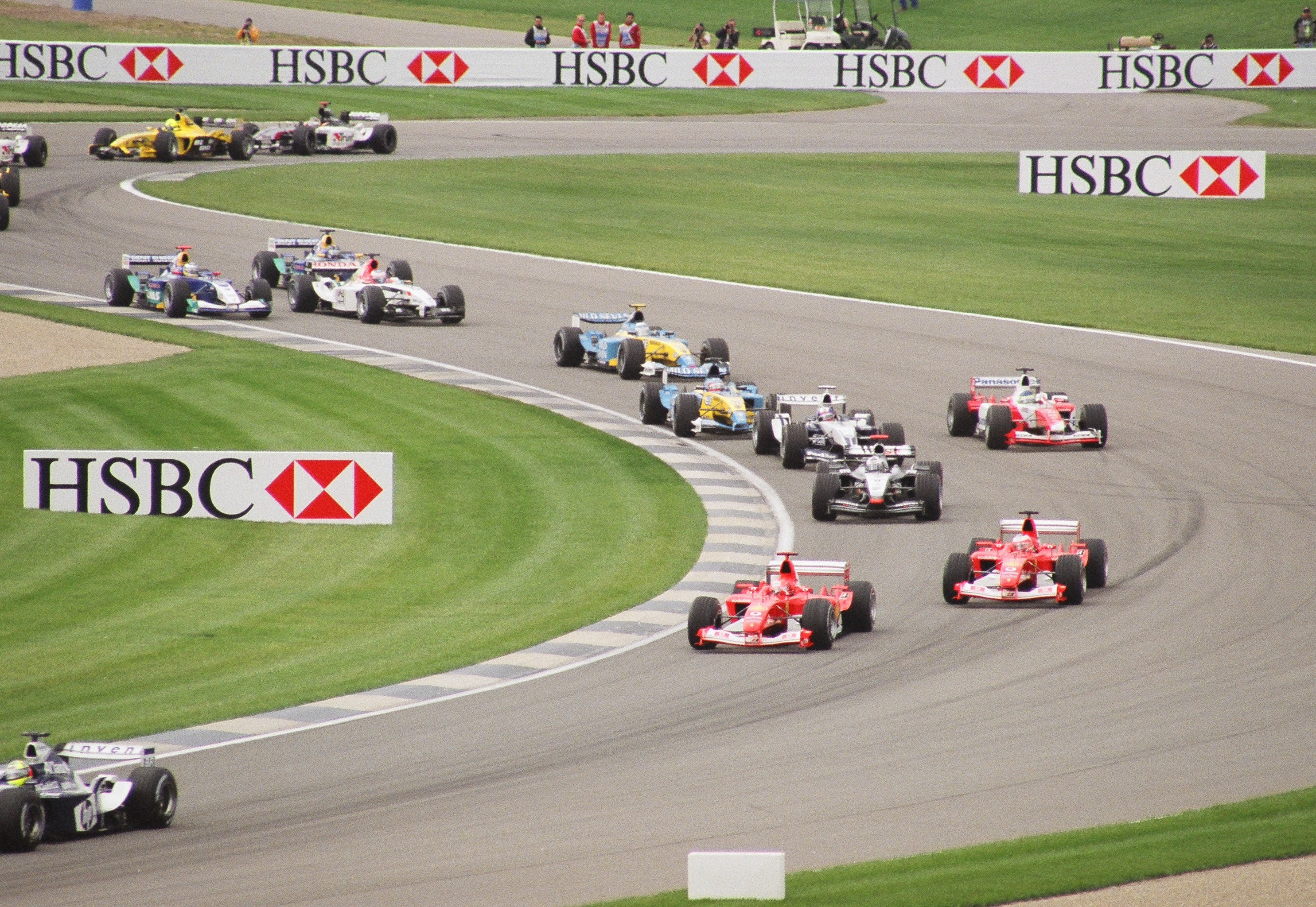
Индианаполис Мотор Спидвей, Гран-при США 2003 года.

Первый американский Гран-при был проведён в 1908 году и проводился с 1910 по 1916 год ещё 6 раз.
В 1950—1960 годах в календарь чемпионата мира Формулы-1 включалась гонка «Индианаполис-500», однако, за исключением выступления в 1952 году Альберто Аскари, европейские пилоты не принимали в ней участия. В отличие от последующих гонок, «Инди-500» не носила названия «Гран-при США» и проводилась самостоятельно, независимо от Формулы-1. Многие американские гонщики, участвуя в «Инди-500», даже не знали, что набирают очки в каком-то «европейском» чемпионате (чемпионат мира в те годы в основном состоял из этапов, проходивших в Европе).
Полноценная гонка в формате Гран-при Формулы-1 появилась на территории США в 1959 году, этот Гран-при был проведён на трассе Себринг. Победу в нём одержал Брюс Макларен, став самым молодым победителем Гран-при. Несмотря на то, что Гран-при США 1959 года завершал чемпионат, и на нём Джек Брэбем выиграл чемпионский титул, мероприятие стало убыточным для организаторов.
Следующий Гран-при США в 1960 году проводился на трассе Риверсайд, но также принёс убытки и стал единственным этапом Формулы-1 на этой трассе.
В сезоне 1961 года Гран-при США переехал на трассу Уоткинс-Глен, где проводился в течение последующих 20 лет. В 1976—1980 годах параллельно с Гран-при США на трассе Уоткинс-Глен проводились и гонки на трассе Лонг-Бич — они назывались Гран-при США-Запад.
После 1980 года трасса Уоткинс-Глен, проложенная по естественному ландшафту, перестала отвечать требованиям безопасности, так как скорости болидов Формулы-1 росли высокими темпами из года в год. Ни один из последующих этапов Гран-при США не был проведён на трассе с естественным ландшафтом. В дальнейшем Гран-при в США проводились на уличных трассах в Детройте, Далласе и Финиксе — но из них только гонка в Финиксе носила название Гран-при США.
В 1981 и 1982 годах в Лас-Вегасе проводился Гран-при Сизарс-пэласа на трассе «Сизарс-пэлас», причём оба года в календаре вообще не было гонки под названием Гран-при США. И это несмотря на то, что в 1982 году единственный раз на территории США проходило сразу три этапа чемпионата мира Формулы-1 — Гран-при США-Запад, Гран-при Детройта и Гран-при Сизарс-пэласа. Однако, в целом интерес зрителей к Гран-при Формулы-1 в США падал, и после того, как на Гран-при США 1991 года в Финиксе присутствовало чуть больше 18 000 зрителей, проведение этапа в США прекратилось до 2000 года.
В 2000 Гран-при США был организован на легендарной трассе «Индианаполис Мотор Спидвей», где вызвал значительный зрительский интерес, но опять же, постепенно интерес американцев к Формуле-1 снижался. Болельщиков приходило намного меньше, чем на гонки «Инди-500». Свою роль тут сыграла и скандальная гонка 2005 года. Тогда шины Michelin не выдерживали нагрузок на скоростных прямых «старой кирпичницы» и взрывались во время тренировок и квалификаций, и в итоге команды, использующие покрышки французской компании, вышли на старт прогревочного круга, после чего сразу заехали в боксы и проигнорировали гонку. В результате в заезде участвовали всего шесть пилотов из двадцати. Что является одним из антирекордов Формулы-1.
Специально для Гран-при США трасса в Индианаполисе была перестроена, её конфигурация для Формулы-1 значительно отличалась от конфигурации для «Инди-500». Внутри овала был проложен участок трассы, использовавшийся только во время гонок Формулы-1.
После 2007 года Гран-при США в Индианаполисе больше не проводился. Это было связано с конфликтом между руководством Формулы-1 и владельцем трассы в Индианаполисе Тони Джорджем. В 2011 году FIA заявила о проведении Гран-при США в Остине.

### Планы на Гран-при Америки (с 2012 года)
После того, как контракт с «Индианаполисом» не был продлён, гонки чемпионата мира Формулы-1 не проводился в США. Команды чемпионата были заинтересованы в проведении Гран-при США, поскольку североамериканский рынок важен как для них, так и для их спонсоров. В связи с этим, появилось несколько проектов по возвращению гонок Гран-при в США. Одним из перспективных вариантов Берни Экклстоун назвал городской Гран-при в Нью-Джерси, в Liberty State Park, на фоне статуи Свободы и небоскрёбов Манхэттена. Несмотря на то, что контракт на проведение Гран-при США с 2012 года был подписан с другой планируемой трассой (в Остине), а также на то, что идея провести гонку в Джерси-Сити натолкнулась на сопротивление местного населения, мэры американских городов Уихокен и Западный Нью-Йорк, расположенных в штате Нью-Джерси, начали переговоры с инвесторами о возможности проведения Гран-при в сезоне 2013 года. 25 октября 2011 года на пресс-конференции в Нью-Джерси было объявлено о заключении контракта сроком на 10 лет на проведение Гран-при Формулы-1. Губернатор штата Нью-Джерси Крис Кристи заявлял, что этап будет называться Гран-при Америки, а первая гонка должна была состояться летом 2013 года. Проект трассы был разработан архитектурным бюро Германа Тильке; планировалось, что гонка пройдёт на городской трассе длиной 5,1 км, проложенной по берегу реки Гудзон с использованием существующих городских магистралей. Промоутером этапа должен был стать бывший гонщик Лео Хиндери, объединивший усилия с Хампи Уиллером, организатором соревнований серии NASCAR. В итоге этот проект так и не был реализован.

### С 2012 года по настоящее время
С 2012 года Гран-при США проводится на трассе в Остине. С 2022 года в США также проходит второй Гран-при на территории страны — Гран-при Майами, а с 2023 года ещё и третий — Гран-при Лас-Вегаса.

## Этапы чемпионата мира Формулы-1 на территории США
| Гран-при               | Трасса                        | Всего | Сезоны               |
| ---------------------- | ----------------------------- | ----- | -------------------- |
| Индианаполис-500       | Индианаполис Мотор Спидвей    | 11    | 1950—1960            |
| Гран-при США           | Себринг                       | 1     | 1959                 |
| Гран-при США           | Риверсайд                     | 1     | 1960                 |
| Гран-при США           | Уоткинс-Глен                  | 20    | 1961—1980            |
| Гран-при США           | Финикс                        | 3     | 1989—1991            |
| Гран-при США           | Индианаполис Мотор Спидвей    | 8     | 2000—2007            |
| Гран-при США           | Трасса Америк                 | 12    | 2012—2019, 2021—2024 |
| Гран-при США-Запад     | Лонг-Бич                      | 8     | 1976—1983            |
| Гран-при Сизарс-пэласа | Сизарс-пэлас                  | 2     | 1981—1982            |
| Гран-при Детройта      | Детройт                       | 7     | 1982—1988            |
| Гран-при Далласа       | Фэйр-Парк                     | 1     | 1984                 |
| Гран-при Майами        | Международный автодром Майами | 3     | 2022—2024            |
| Гран-при Лас-Вегаса    | Лас-Вегас-Стрип               | 1     | 2023                 |

## Победители
Розовым цветом отмечены Гран-при, не входившие в чемпионат мира Формулы-1
| Год       | Гонщик                                    | Команда                                  | Трасса                                   | Отчёт         |
| --------- | ----------------------------------------- | ---------------------------------------- | ---------------------------------------- | ------------- |
| 1908      | Луи Ванье                                 | FIAT                                     | Саванна                                  | Отчёт         |
| 1909      | Не проводился                             | Не проводился                            | Не проводился                            | Не проводился |
| 1910      | Дэвид Брюс-Браун                          | Benz                                     | Саванна                                  | Отчёт         |
| 1911      | Дэвид Брюс-Браун                          | Fiat                                     | Саванна                                  | Отчёт         |
| 1912      | Калеб Брэгг                               | Fiat                                     | Милуоки                                  | Отчёт         |
| 1913      | Не проводился                             | Не проводился                            | Не проводился                            | Не проводился |
| 1914      | Эдди Пуллен                               | Mercer                                   | Санта-Моника                             | Отчёт         |
| 1915      | Дарио Реста                               | Peugeot                                  | Сан-Франциско                            | Отчёт         |
| 1916      | Хоуди Уилкокс Джонни Эйткен               | Peugeot                                  | Санта-Моника                             | Отчёт         |
| 1917—1957 | Не проводился                             | Не проводился                            | Не проводился                            | Не проводился |
| 1917—1957 | 1950—1960 — Индианаполис-500              |                                          |                                          |               |
| 1958      | Чак Дэй                                   | Scarab-Chevrolet                         | Риверсайд                                | Отчёт         |
| 1959      | Брюс Макларен                             | Cooper-Climax                            | Себринг                                  | Отчёт         |
| 1960      | Стирлинг Мосс                             | Lotus-Climax                             | Риверсайд                                | Отчёт         |
| 1961      | Иннес Айрленд                             | Lotus-Climax                             | Уоткинс-Глен                             | Отчёт         |
| 1962      | Джим Кларк                                | Lotus-Climax                             | Уоткинс-Глен                             | Отчёт         |
| 1963      | Грэм Хилл                                 | BRM                                      | Уоткинс-Глен                             | Отчёт         |
| 1964      | Грэм Хилл                                 | BRM                                      | Уоткинс-Глен                             | Отчёт         |
| 1965      | Грэм Хилл                                 | BRM                                      | Уоткинс-Глен                             | Отчёт         |
| 1966      | Джим Кларк                                | Lotus-BRM                                | Уоткинс-Глен                             | Отчёт         |
| 1967      | Джим Кларк                                | Lotus-Cosworth                           | Уоткинс-Глен                             | Отчёт         |
| 1968      | Джеки Стюарт                              | Matra-Cosworth                           | Уоткинс-Глен                             | Отчёт         |
| 1969      | Йохен Риндт                               | Lotus-Cosworth                           | Уоткинс-Глен                             | Отчёт         |
| 1970      | Эмерсон Фиттипальди                       | Lotus-Cosworth                           | Уоткинс-Глен                             | Отчёт         |
| 1971      | Франсуа Север                             | Tyrrell-Cosworth                         | Уоткинс-Глен                             | Отчёт         |
| 1972      | Джеки Стюарт                              | Tyrrell-Cosworth                         | Уоткинс-Глен                             | Отчёт         |
| 1973      | Ронни Петерсон                            | Lotus-Cosworth                           | Уоткинс-Глен                             | Отчёт         |
| 1974      | Карлос Ройтеман                           | Brabham-Cosworth                         | Уоткинс-Глен                             | Отчёт         |
| 1975      | Ники Лауда                                | Ferrari                                  | Уоткинс-Глен                             | Отчёт         |
| 1976      | Джеймс Хант                               | McLaren-Ford                             | Уоткинс-Глен                             | Отчёт         |
| 1977      | Джеймс Хант                               | McLaren-Ford                             | Уоткинс-Глен                             | Отчёт         |
| 1978      | Карлос Ройтеман                           | Ferrari                                  | Уоткинс-Глен                             | Отчёт         |
| 1979      | Жиль Вильнёв                              | Ferrari                                  | Уоткинс-Глен                             | Отчёт         |
| 1980      | Алан Джонс                                | Williams-Ford                            | Уоткинс-Глен                             | Отчёт         |
| 1981—1988 | Не проводился                             | Не проводился                            | Не проводился                            | Не проводился |
| 1981—1988 | 1976—1983 — Гран-при Лонг-Бич (США-Запад) |                                          |                                          |               |
| 1981—1988 | 1981—1982 — Гран-при Сизарс-пэласа        |                                          |                                          |               |
| 1981—1988 | 1982—1988 — Гран-при Детройта             |                                          |                                          |               |
| 1981—1988 | 1984 — Гран-при Далласа                   |                                          |                                          |               |
| 1989      | Ален Прост                                | McLaren-Honda                            | Финикс                                   | Отчёт         |
| 1990      | Айртон Сенна                              | McLaren-Honda                            | Финикс                                   | Отчёт         |
| 1991      | Айртон Сенна                              | McLaren-Honda                            | Финикс                                   | Отчёт         |
| 1992—1999 | Не проводился                             | Не проводился                            | Не проводился                            | Не проводился |
| 2000      | Михаэль Шумахер                           | Ferrari                                  | Индианаполис                             | Отчёт         |
| 2001      | Мика Хаккинен                             | McLaren-Mercedes                         | Индианаполис                             | Отчёт         |
| 2002      | Рубенс Баррикелло                         | Ferrari                                  | Индианаполис                             | Отчёт         |
| 2003      | Михаэль Шумахер                           | Ferrari                                  | Индианаполис                             | Отчёт         |
| 2004      | Михаэль Шумахер                           | Ferrari                                  | Индианаполис                             | Отчёт         |
| 2005      | Михаэль Шумахер                           | Ferrari                                  | Индианаполис                             | Отчёт         |
| 2006      | Михаэль Шумахер                           | Ferrari                                  | Индианаполис                             | Отчёт         |
| 2007      | Льюис Хэмилтон                            | McLaren-Mercedes                         | Индианаполис                             | Отчёт         |
| 2008—2011 | Не проводился                             | Не проводился                            | Не проводился                            | Не проводился |
| 2012      | Льюис Хэмилтон                            | McLaren-Mercedes                         | Трасса Америк                            | Отчёт         |
| 2013      | Себастьян Феттель                         | Red Bull-Renault                         | Трасса Америк                            | Отчёт         |
| 2014      | Льюис Хэмилтон                            | Mercedes                                 | Трасса Америк                            | Отчёт         |
| 2015      | Льюис Хэмилтон                            | Mercedes                                 | Трасса Америк                            | Отчёт         |
| 2016      | Льюис Хэмилтон                            | Mercedes                                 | Трасса Америк                            | Отчёт         |
| 2017      | Льюис Хэмилтон                            | Mercedes                                 | Трасса Америк                            | Отчёт         |
| 2018      | Кими Райкконен                            | Ferrari                                  | Трасса Америк                            | Отчёт         |
| 2019      | Валттери Боттас                           | Mercedes                                 | Трасса Америк                            | Отчёт         |
| 2020      | Гран-при отменён из-за пандемии COVID-19  | Гран-при отменён из-за пандемии COVID-19 | Гран-при отменён из-за пандемии COVID-19 | Отчёт         |
| 2021      | Макс Ферстаппен                           | Red Bull-Honda                           | Трасса Америк                            | Отчёт         |
| 2022      | Макс Ферстаппен                           | Red Bull                                 | Трасса Америк                            | Отчёт         |
| 2023      | Макс Ферстаппен                           | Red Bull-Honda RBPT                      | Трасса Америк                            | Отчёт         |
| 2024      | Шарль Леклер                              | Ferrari                                  | Трасса Америк                            | Отчёт         |